# Stadio Zabeel
Lo stadio Zabeel è uno stadio di calcio della città di Dubai, il quale ospita le partite della squadra nazionale degli Emirati Arabi Uniti e ospita anche le partite casalinghe dell'Al-Wasl Sports Club.

## Storia
La costruzione dello stadio è iniziata nel 1974 quando il nuovo club di Dubai l'Al-Wasl Sports Club venne fondato, nel 1975 lo stadio era pronto è così da quell'anno lo stadio divenne la casa dell'Al-Wasl Sports Club. Lo stadio può ospitare fino ad un massimo di 18.000 persone.